# هیدن رورک
هیدن رورک (انگلیسی: Hayden Rorke؛ ۲۳ اکتبر ۱۹۱۰ – ۱۹ اوت ۱۹۸۷) یک بازیگر سینما اهل ایالات متحده آمریکا بود.

## گزیده فیلمشناسی
از فیلم‌ها یا برنامه‌های تلویزیونی که وی در آن نقش داشته‌است می‌توان به آثار زیر اشاره کرد.
- کنن (۱۹۷۵)
- میمون زرنگ (۱۹۷۱)
- خواب جینی را می‌بینم (۷۰–۱۹۶۵)
- مالی براونی که غرق‌شدنی نیست (۱۹۶۴)
- حرف‌های خودمانی (۱۹۵۹)
- هر چه خدا می‌خواهد (۱۹۵۵)
- سود کم پدر (۱۹۵۱)
- یانکی باشکوه (فیلم ۱۹۵۰) (۱۹۵۰)
- شمشیر در صحرا (۱۹۴۹)